# Anomia (Gattung)
Anomia ist eine Muschel-Gattung aus der Familie der Sattelmuscheln (Anomiidae) in der Ordnung Pectinida.

## Merkmale
Die ungleichklappigen, flachen Gehäuse der Arten der Gattung Anomia sind im Umriss oft unregelmäßig rundlich mit einem Durchmesser von bis zu 7 Zentimetern. Die Gehäuse sind annähernd gleichseitig, d. h. der Wirbel sitzt etwa in der Mitte (der Gehäuselänge) nahe dem Dorsalrand. Dorsal- und Ventralrand sind unregelmäßig verlaufend. Meist ist die untere rechte Klappe flach, die obere linke Klappe konvex gewölbt. Die untere rechte Klappe ist häufig durch den Untergrund verformt, die Verformung kann sich auch auf die obere linke Klappe durchpausen. Die rechte Klappe weist eine fast komplett umwachsene, annähernd rundliche oder birnenförmige Bucht am Dorsalrand auf, durch die der Byssus hindurch tritt. Der Byssus ist verkalkt und füllt das Byssusloch wie einen Pfropf aus. Der Gehäuserand ist glatt. Das Schloss weist keine Zähne auf und ist etwas asymmetrisch. Das Ligament liegt intern in einer Grube unter den Wirbeln.
Meist ist die untere rechte Klappe durchscheinend und dünn, die obere linke Klappe fest. Die Ornamentierung besteht aus unregelmäßigen, schwachen oder auch etwas kräftigeren, konzentrischen Rippen oder Lamellen, und/oder auch aus schwachen radialen Linien.
Bei den Sattelmuscheln ist der vordere Schließmuskel reduziert, auf der rechten (unteren) Klappe ist daher nur ein Schließmuskelansatz etwa in der Mitte vorhanden, Die linke (obere) Klappe weist dagegen drei Muskelansatzstellen auf, eine für den Schließmuskel und zwei unterschiedlich große Marken für den Byssusmuskel, der sich vor der Ansatzstelle in zwei Stränge aufspaltet.

## Geographische Verbreitung und Lebensraum
Die Arten der Gattung sind weltweit verbreitet. Sie kommen von den borealen und australen Meeresregionen bis in die Tropen vor.
Sie leben mit Byssus an Hartsubstrat angeheftet vom Flachwasser bis in größere Tiefen (bis ca. 1400 m).

## Taxonomie
Die Gattung Anomia wurde 1758 durch Carl von Linné aufgestellt. Typusart ist Anomia ephippium Linné, 1758 durch spätere Festlegung. In die Gattung werden nach dem World Register of Marine Species und der Paleobiology Database folgende Arten gestellt:
- Gattung Anomia Linné, 1758
  - Anomia achaeus Gray, 1850
  - Anomia chinensis Philippi, 1849
  - Anomia cytaeum Gray, 1850
  - Sattelmuschel (Anomia ephippium Linnaeus, 1758)
  - †Anomia hannai Wiedey, 1929 (Oligozän/Miozän)
  - †Anomia inornata (Gabb, 1864)
  - Anomia macostata M. Huber, 2010
  - Anomia peruviana d’Orbigny, 1846
  - Anomia simplex d’Orbigny, 1853
  - Anomia trigonopsis Hutton, 1877
  - †Anomia anomialis (Lamarck, 1819) (Lutetium)[4]
  - †Anomia argentaria Morton, 1833 (Kreide/Paläogen)
  - †Anomia boettgeri Martin, 1909 (Pliozän)
  - †Anomia colombiana Villamil, 1996 (Turonium)[5]
  - †Anomia cymbula Tate, 1886 (Eozän)
  - †Anomia daduensis Iqbal, 1980 (Miozän)
  - †Anomia ephippioides Gabb, 1860 (Eozän)[6]
  - †Anomia floridana Dall, 1898 (Eozän)[6]
  - †Anomia hammetti Harris, 1919 (Eozän)[6]
  - †Anomia hinnitoides Cossmann, 1887 (Lutetium)[4]
  - †Anomia inconspicua Clark, 1918 (Miozän?)
  - †Anomia inornata Gabb, 1864 (Paläozän)
  - †Anomia interrupta Eames, 1951 (Eozän)
  - †Anomia kateruensis Hislop, 1859 (Eozän)
  - †Anomia lisbonensis Aldrich, 1886 (Eozän)[6]
  - †Anomia malinchae Gardner, 1945 (Eozän)[6]
  - †Anomia mamillaris Anderson, 1929 (Miozän)
  - †Anomia mcgoniglensis Hanna, 1927 (Eozän)
  - †Anomia microstriata Dockery, 1982 (Rupelium)
  - †Anomia minuta Villamil, 1996 (Turonium)[5]
  - †Anomia nobilis Reeve, 1859
  - †Anomia ornata Gabb, 1876 (Kreide)
  - †Anomia pakistanica Eames, 1951 (Eozän)
  - †Anomia paucistriata Brown, 1905 (Eozän)
  - †Anomia planulata Deshayes, 1858 (Lutetium)[4]
  - †Anomia primaeva Deshayes, 1858 (Eozän)
  - †Anomia prisca Gemmellaro, 1886 (Perm)
  - †Anomia ruffini Conrad, 1843 (Oligozän/Miozän)
  - †Anomia rugulosa CossDeshayes, 1858 (Lutetium)[4]
  - †Anomia schafhautli Winkler, 1859
  - †Anomia septenaria Olsson, 1928 (Eozän)
  - †Anomia sergipensis Maury, 1936 (Kreide)
  - †Anomia simplex d’Orbigny, 1845 (Miozän/Pliozän)
  - †Anomia simplexiformis Brown, 1905 (Eozän)
  - †Anomia striata Brocchi, 1814
  - †Anomia subcostata Conrad, 1855 (Miozän/Pliozän)
  - †Anomia talahabensis Martin, 1922 (Miozän)
  - †Anomia trigonopsis Hutton, 1873 (Miozän)
  - †Anomia vaquerosensis Loel & Corey, 1932 (Oligozän/Miozän)
  - †Anomia verbeeki Martin, 1881 (Miozän)
  - †Anomia vulsellata Deshayes, 1858 (Lutetium)[4]

## Belege